# Ростовська АЕС
Ростовська атомна електростанція — діюча АЕС, розташована у Ростовській області Росії за 12 км від міста Волгодонськ на березі Цимлянського водосховища. Електрична потужність чотирьох діючих енергоблоків становить 4,03 ГВт.
Третій енергоблок з грудня 2014 року проходив випробування. Промислова експлуатація розпочата 14 липня 2015 року.
У 2001—2010 роках станція носила назву «Волгодонська АЕС», з пуском другого енергоблока станція була знову перейменована в «Ростовську АЕС».

## Структура й діяльність
Ростовська АЕС є одним з найбільших підприємств енергетики Півдня Росії, що забезпечує близько 15 % річного виробітку електроенергії в цьому регіоні. Електроенергія Ростовської АЕС передається споживачам шістьома лініями електропередачі напругою 500 кВ у міста Шахти (Ростовська область), Тихорецьк № 1, Тихорецьк № 2 (Краснодарський край), Невинномиськ, Будьонновськ (Ставропольський край) і Южна (Волгоградська область). Вироблення електроенергії становить понад 25 млн кВт·год на добу і близько 8 млрд кВт·год на рік. У 2008 році АЕС виробила 8 млрд 120 млн кВт·год. Коефіцієнт використання встановленої потужності (КВВП) становив 92,45 %. З моменту пуску (2001) виробила понад 60 млрд кВт·год електроенергії.
Ростовська АЕС є філією ВАТ «Концерн Росенергоатом». 100 % акцій Концерну належать ВАТ «Атоменергопром», що об'єднав цивільні активи російської атомної галузі і забезпечує повний цикл виробництва ядерної енергетики — від видобутку урану до будівництва АЕС і вироблення електроенергії.

## Історія будівництва
- 1979 — затверджено проєкт, згідно з яким станція має складатися з 4 енергоблоків по 1 ГВт кожен, будівельні роботи почалися раніше, в 1977 році.
- 1985 — будівництво 1-го енергоблока вступило в завершальну стадію. Активізація будівництва вимагала збільшення числа робітників та інженерів на майданчику, а робочі городки при самій АЕС та гуртожитки у Волгодонську перестали справлятися з напливом людей. З цієї причини було створено селище Підгори[3].
- 1990 — під тиском громадської думки будівництво було законсервовано, причому готовність 1-го блока на той момент складала майже 95 % і другого — близько 20 %[4], АЕС загрожувало повторення долі станції Кримської АЕС.
- 1998 — після двох екологічних експертиз проєкт станції було скореговано (кількість енергоблоків скорочено до двох).
- 10 травня 2000 року, — Держатомнаглядом Росії, була видана ліцензія, яка дає право на спорудження енергоблока № 1 Ростовської АЕС з реактором ВВЕР-1000. З отриманням ліцензії Ростовська АЕС офіційно стала споруджуваною атомною електростанцією Росії.
- 30 березня 2001 року — перший енергоблок станції з реактором ВВЕР-1000 включено в мережу.
- 2002 — відновлення будівництва енергоблока № 2.
- 2005 — підписано постанову про будівництво другого енергоблока станції до 2008 році. У 2008 році термін закінчення будівництва і дата пуску енергоблока № 2 були перенесені на наступний 2009 рік.
- 2009, лютий — були проведені громадські слухання щодо будівництва енергоблоків № 3 та № 4 Ростовської АЕС на. Запуски нових блоків були заплановані на 2014 і 2016 рік відповідно.
- 2009 червень — Ростехнадзором була видана ліцензія на будівництво блоків № 3 та 4 Ростовської АЕС.
- 2009 — розпочато повномасштабне зведення енергоблока № 3.
- 2009, 19 грудня — відбувся фізичний пуск енергоблока № 2[5].
- 2010, 18 березня — другий енергоблок станції з реактором ВВЕР-1000 був включений в єдину енергетичну систему Росії.
- 2010, червень — почалося повномасштабне будівництво енергоблока № 4[6]
- 2010, 10 грудня — Підписано дозвіл на введення в промислову експлуатацію енергоблока № 2. Ростовської АЕС[7]
- 2014, 14 листопада — відбувся фізичний пуск енергоблока № 3[8]
- 2014 року, 7 грудня — у реакторі енергоблока № 3 запущена керована ланцюгова реакція[9]
- 2014 року, 27 грудня — енергоблок № 3 підключено до енергосистеми Росії[10]
- 2015, 20 червня — корпус реактора для енергоблока № 4 прибув на Ростовську АЕС[11]
- 2015, 14 липня — енергоблок № 3 виведено на повну потужність[12].

### Енергоблок №1

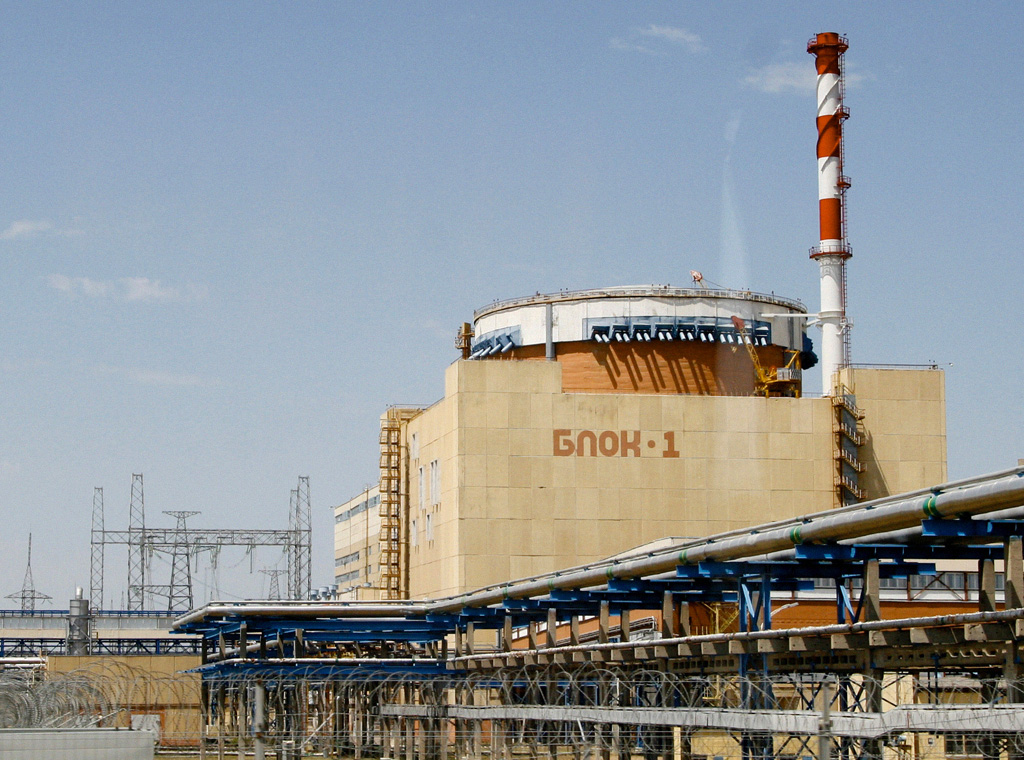
2007 рік, блок 1

Перший енергоблок Ростовської АЕС введено в промислову експлуатацію у грудні 2001 року. Встановлена потужність енергоблока 1000 МВт (теплова потужність 3000 МВт) забезпечується реактором ВВЕР-1000 (водо-водяний енергетичний реактор з водою під тиском).
У реакторі здійснюється керована ядерна ланцюгова реакція поділу U-235 під дією низькоенергетичних нейтронів, що супроводжується виділенням енергії. Основними частинами ядерного реактора є: активна зона, де знаходиться ядерне паливо; відбивач нейтронів, оточуючий активну зону; теплоносій; система регулювання ланцюговою реакцією, радіаційний захист. Паливо розміщується в активній зоні у вигляді 163 паливних збірок (ТВЗ). Кожна ТВЗ має 312 тепловидільних елементи (ТВЕЛи), що являють собою герметичні цирконієві трубки. У ТВЕЛах паливо знаходиться у вигляді таблеток двоокису урану. Управління та захист ядерного реактора здійснюється впливом на потік нейтронів за допомогою переміщення керуючих стрижнів, поглинаючих нейтрони, а також зміною концентрації борної кислоти в теплоносії першого контуру.
Теплова схема енергоблока АЕС має два контури циркуляції:
1. Головний циркуляційний контур (ГЦК або 1-й контур), що складається з 4 петель. До складу ГЦК входять реактор, головні циркуляційні трубопроводи, парогенератори по числу петель і головні циркуляційні насоси, а також система компенсації тиску. ГЦК є замкнутим, радіоактивним і призначений для відведення тепла від реактора і передачі його воді другого контуру.
2. Контур робочого тіла (2-й контур) складають паропроводи гострої пари, турбогенератор з конденсаційним обладнанням, деаератор, а також тракти основного конденсату і живильної води, що містять у свою чергу, конденсатні насоси, турбоживильні насоси та систему регенерації тепла з підігрівниками низького і високого тисків. Другий контур призначений для вироблення пари, передачі його на турбіну для виробництва електроенергії в генераторі. Другий контур замкнутий, не радіоактивний.

### Енергоблок №2

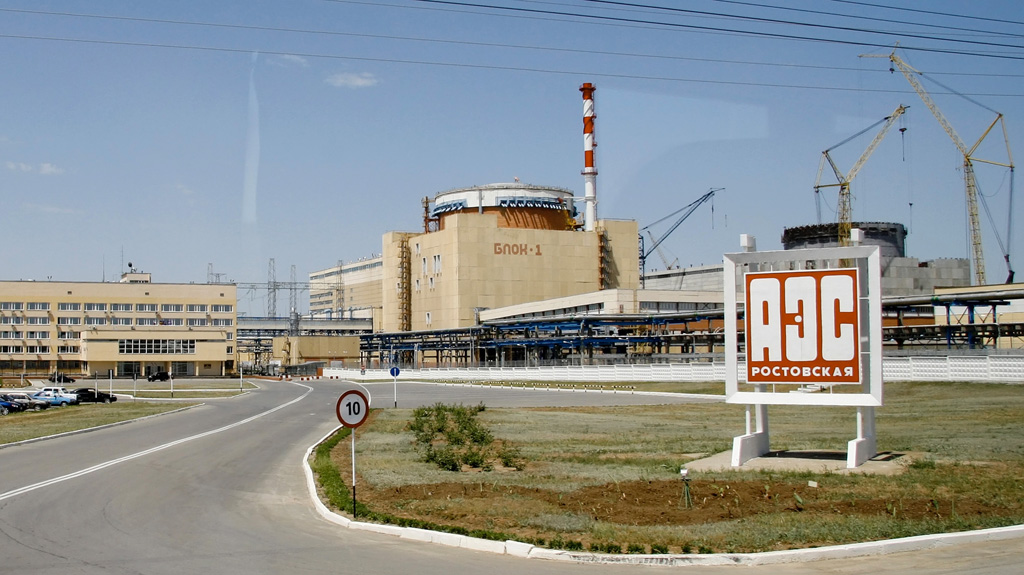
2007, будівництво 2 блока

Роботи з добудови енергоблока № 2 з реактором того ж типу поновилися у 2002 році. Широкомасштабні роботи були розгорнуті у 2006 році. Будівництво енергоблока № 2 Ростовської АЕС — один з найбільших інвестиційних проєктів на півдні Росії. На будівельному майданчику другого енергоблока було зайнято понад 7-ми тисяч людей.
У 2009, основні будівельні роботи на майданчику 2-го енергоблока були завершені. 19 грудня 2009 проведено завантаження в шахту реактора першої касети з радіоактивним паливом, а потім виконано фізичний запуск енергоблока № 2. До 24 грудня 2009 завантаження палива проведена повністю. Всього було завантажено 163 паливні касети. На мінімально контрольований рівень потужності другий енергоблок вийшов у січні 2010 року. 24 лютого на енергоблоці № 2 в ході підготовки до енергетичного запуску була проведена операція з виходу на плановий набір оборотів холостого ходу роторів турбогенератора, так званий «поштовх турбіни».
18 березня 2010 року енергоблок № 2 Ростовської АЕС було виведено на 35 % потужність від номінальної. О 16 годині 17 хвилин за московським часом енергоблок було включено в мережу, електроенергія вироблювана турбогенератором 2-енергоблока станції почала надходити в ЄЕС Росії.

### Енергоблок №3
Роботи з будівництва енергоблока № 3 з реактором третього покоління почалися у 2009 році і були завершені у 2014 році. 14 листопада 2014 було розпочато фізичний пуск реактора третього блока. 7 грудня 2014 в реакторі була запущена керована ланцюгова реакція, після чого він був успішно виведений на мінімальну потужність, повідомили в Росенергоатому. 14 липня 2015 року третій енергоблок було виведено на 100 % потужність.

### Енергоблок №4
Будівництво 4-го енергоблока розпочалося у 2010 році.
6 грудня 2017 року в реактор енергоблока № 4 були завантажені перші тепловиділяючі збірки, тим самим було розпочато процес фізичного пуску.
29 грудня 2017 року о 16:24 на енергоблоці № 4 завершена операція з виведення реакторної установки на мінімально контрольований рівень потужності. Розпочалася керована ланцюгова реакція: штатні іонізаційні камери зафіксували нейтронний потік, відповідний мінімальному контрольованому рівню. 1 лютого 2018 року генератор турбіни енергоблока № 4 був синхронізований з мережею. Електроенергія, що виробляється почала надходити в єдину енергосистему Росії.
14 квітня 2018 року енергоблок № 4 Ростовської АЕС був вперше виведено на повну потужність. 28 вересня 2018 року енергоблок № 4 прийнято до промислової експлуатації.

## Інформація по енергоблоках
Технічний проєкт Ростовської АЕС було розроблено Нижньогородським відділенням інституту «Атоменергопроєкт» відповідно до постанови Ради Міністрів СРСР від 10.21.76 № 86Д. Проєкт передбачав будівництво АЕС у складі 4 енергоблоків із реакторами типу ВВЕР-1000 загальною потужністю 4000 МВт.
| Енергоблок | Тип реакторів | Потужність | Потужність | Початок будівництва   | Енергетичний пуск     | Введення в експлуатацію | Закриття              |
| Енергоблок | Тип реакторів | Чистий     | Брутто     | Початок будівництва   | Енергетичний пуск     | Введення в експлуатацію | Закриття              |
| ---------- | ------------- | ---------- | ---------- | --------------------- | --------------------- | ----------------------- | --------------------- |
| Ростов-1   | ВВЕР-1000/320 | 950 МВт    | 1000 МВт   | 01.09.1981            | 30.03.2001            | 25.12.2001              | 2031 (план)           |
| Ростов-2   | ВВЕР-1000/320 | 950 МВт    | 1000 МВт   | 01.05.1983            | 18.03.2010            | 10.12.2010              | 2040 (план)           |
| Ростов-3   | ВВЕР-1000/320 | 1011 МВт   | 1100 МВт   | 15.09.2009            | 27.12.2014            | 17.09.2015              | 2045 (план)           |
| Ростов-4   | ВВЕР-1000/320 | 1011 МВт   | 1100 МВт   | 16.06.2010            | 01.02.2018            | 28.09.2018              | 2048 (план)           |
| Ростов-5   | ВВЕР-1200     | 1200 МВт   | 1350 МВт   | Будівництво скасовано | Будівництво скасовано | Будівництво скасовано   | Будівництво скасовано |
| Ростов-6   | ВВЕР-1200     | 1200 МВт   | 1350 МВт   | Будівництво скасовано | Будівництво скасовано | Будівництво скасовано   | Будівництво скасовано |

## Аварії та інциденти
- 4 листопада 2014 — аварійна зупинка одразу двох енергоблоків сталася на Ростовській АЕС, зупинено постачання електроенергії споживачам, на відновлення роботи знадобилось п'ять-шість годин. Відключення енергоблоків сталося через спрацювання захисту [26].
- 21 жовтня 2021 —  енергоблок № 2 Ростовської АЕС екстрено позапланово зупинили через тріщину зварного з'єднання на трубопроводі, що контролює показники парогенератора та витік пари[27].
- 16 липня 2024 — сталося відключення енергоблоку Ростовської АЕС через спрацювання автоматики внаслідок збою роботи турбогенератора. Обсяг тимчасових обмежень в енергосистемі півдня відразу після аварії досяг 1,5 ГВт. Після відновлювальних робіт, дефіцит знизився до 500 МВт.  в південних регіонах  було введено обмеження на споживання електрики, світло зникло у тимчасово окупованому Криму.[28]

## Ресурси Інтернету
- Офіційний сайт Ростовська АЕС
- Rostov's first unit set for 30-year life extension